# Конг (империя)
Импе́рия Ко́нг, также известная как империя Ваттара или империя Уатара (называлась в честь своего основателя) — доколониальное африканское мусульманское государство с центром на северо-востоке Кот-д’Ивуара, которое также охватывало большую часть современного Буркина-Фасо. Она была основана иммигрантами из народа дьюла из приходящей в упадок империи Мали. Она создала в значительной степени децентрализованную коммерческую империю, основанную на связях торговых домов, защищающих торговые пути по всему региону. Конг приобрело известность в 1800-х годах как ключевой коммерческий центр и центр исламских исследований. В 1898 году Самори Туре напал на столицу и сжёг её дотла. Хотя город Конг был восстановлен, империя Конг распалась, и французы взяли этот район под свой контроль.

## История

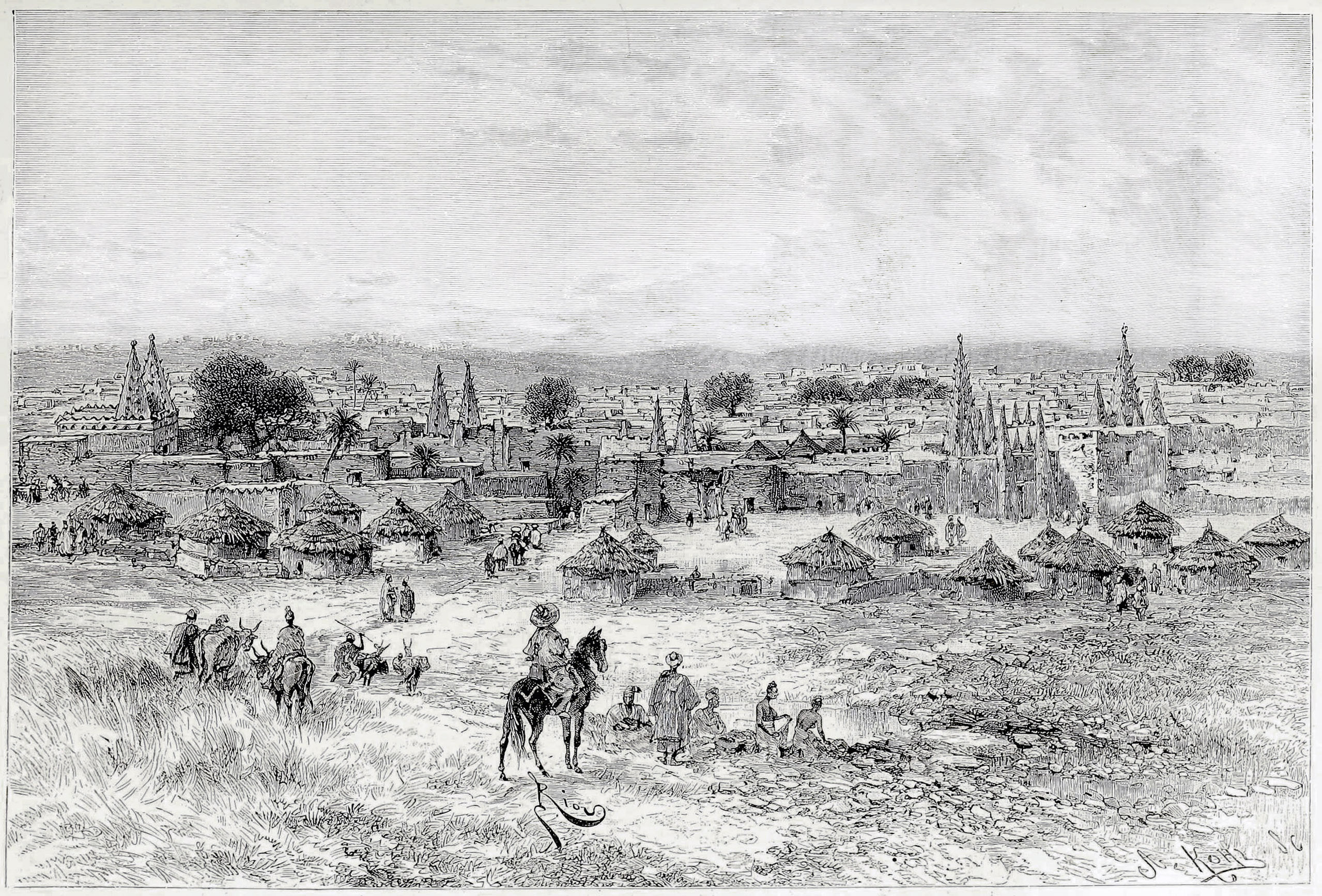
Вид на город Конг около 1888 года.

Территория вокруг Конга была заселена в основном гуроязычными земледельцами: в первую очередь народами сенуфо и тьефо. Начиная с XVI века носители языка дьюла, важная ветвь манде, мигрировали из приходящей в упадок империи Мали в этот район и основали город Бего. Иммигранты были в основном мусульманами, в то время как народы сенуфо и тьефо были в основном языческими. В какой-то момент Бего был разрушен, и дьюлы перебрались в город Конг. Этот район стал местом экспансии, набегов и военных действий ряда региональных сил, главным образом гонжа и дагомбы. В этом контексте в городе Конг сформировался набор разнородного населения и множество различных военных домов (торговцы с большим количеством наёмников и рабов, в основном предназначенных для ведения войны).
Документально подтверждённая история показывает, что в начале 1700-х годов Секу Умар Уатара (иногда пишется как Секу или Секоуэ) сверг и убил важного лидера в Конге, Ласири Гбамбеле, объединив силы ряда лидеров дьюла в этом районе. Секу использовал эту консолидированную власть, чтобы контролировать политику в Конге и создать большую сферу влияния по всему региону.
Традиции устной истории предоставляют дополнительные подробности, но сильно различаются в их обсуждении основания империи Конг. Распространенное предание утверждает, что Секу был родом из города Тенегала, расположенного в 9 километрах и более крупного, чем Конг в то время. К 1709 году Секу был самым богатым человеком в Тенегале и использовал свой военный дом, чтобы помочь лидеру Гонджа в нападении на Буну, что обеспечило ему значительно больше рабов для его военного дома и огнестрельного оружия. Ласири Гбамбеле был дядей Секу по линии его отца и могущественным лидером в Конге. Несмотря на то, что они были родственниками, возникли значительные разногласия в результате спора между Ласири и отцом Секу о женщине, которая должна была стать матерью Секу. Эта устная традиция утверждает, что в 1710 году Ласири использовал свою власть, чтобы подавить ислам в Конге и принять местный культ Нья. Кризис разразился, когда Ласири изгнал муфтия из Конга, а Секу объединил свои силы с силами других лидеров Дьюла, чтобы напасть на Конг. Ласири был побеждён и казнён Секу.

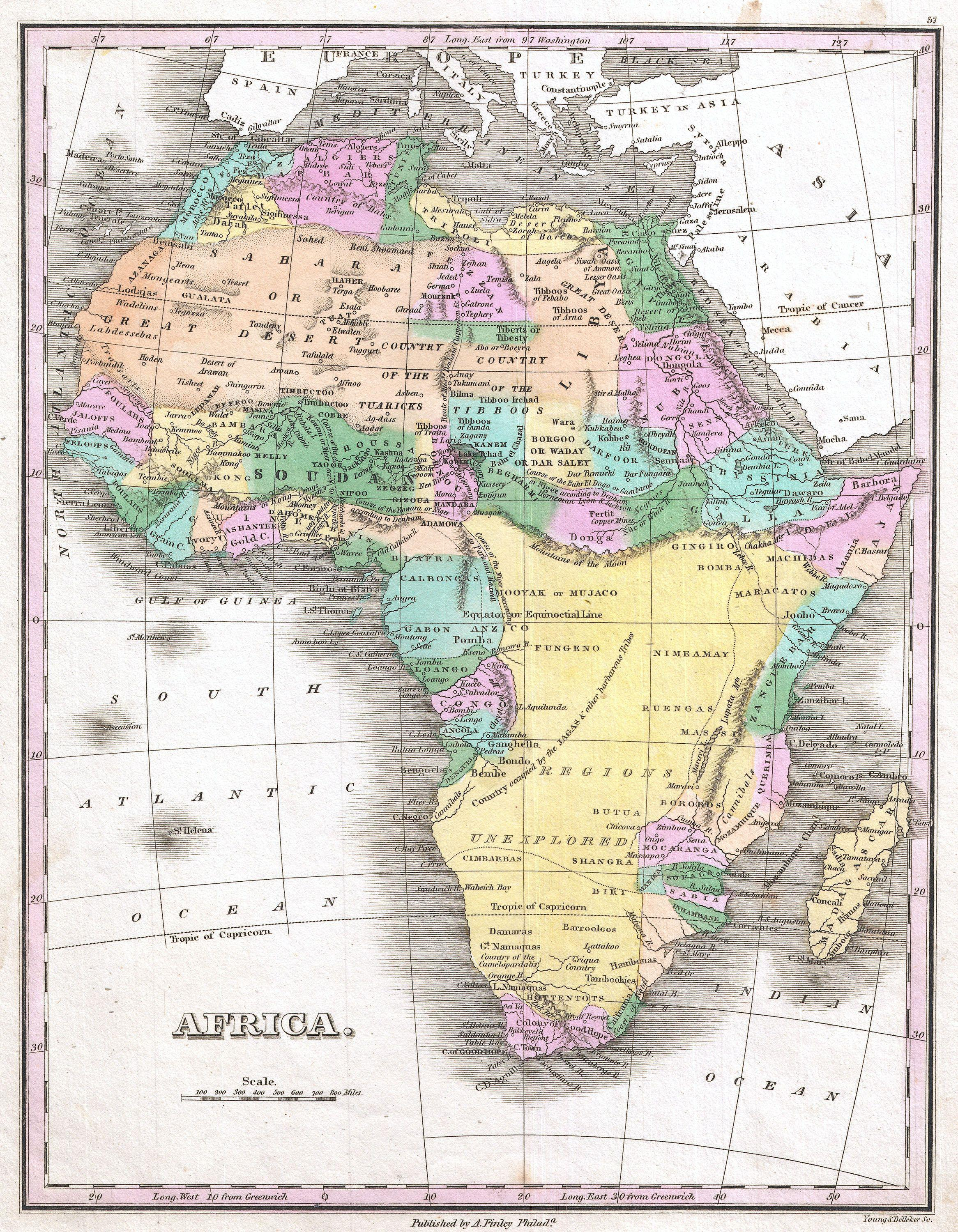
Карта африканских государств составленная Финли 1827 года. Конг в Западной Африке окрашен в жёлтый цвет.

Империя Конг под властью Секу просуществовала примерно с 1710 по 1740 год (со смертью его брата Порчи). После установления контроля над Конгом силы под командованием Секу и союзных лидеров со своими собственными военными домами захватили города и посёлки по всему региону, в основном сосредоточившись на контроле торговых путей. Они захватили регион вокруг Чёрной Вольты на севере в начале правления Секу и на юге до бауле. На юге силы империи Конг столкнулись с растущей империей Ашанти из-за контроля над Гьяаманом, что привело к значительной серии сражений, закончившихся контролем Ашанти над Гьяаманом, но признанием власти империи Конг. Для установления стабильного контроля Секу назначил каждого из своих двенадцати сыновей главами важнейших поселений по всему региону.
Секу умер в 1735 году, и империя в значительной степени пришла в упадок. Его сын, Керей-Мори, заявил о своей власти, но брат Секу Фамага отказался признать его притязания и таким образом взял под контроль большую часть северных поселений и действовал из Бобо-Диуласо. Хотя между силами Кере-Мори и Фамаги существовало значительное внутреннее соперничество, они были объединены для внешних целей. Это было наиболее важно в экспедициях 1730 года к северу от Чёрной Вольты к реке Нигер. В ноябре 1739 года объединённые силы захватили ряд важных городов, включая торговый пост Софара. Силы достигли важного города Дженне-Дженно, расположенного на берегах реки Нигер, прежде чем они были отброшены силами Битона Кулибали.
Примерно с 1740 года до разрушения Конга в 1898 году существовало политически децентрализованное государство с центром в городе Конг. Союзы, которые удерживали империю вместе при Секу, в значительной степени рассеялись, и государство не распадалось в основном благодаря связанным поселениям и аванпостам, управляемым различными представителями торгового класса, расположенными в Конге. В этот период Конг стал региональным коммерческим центром и центром исламских исследований.

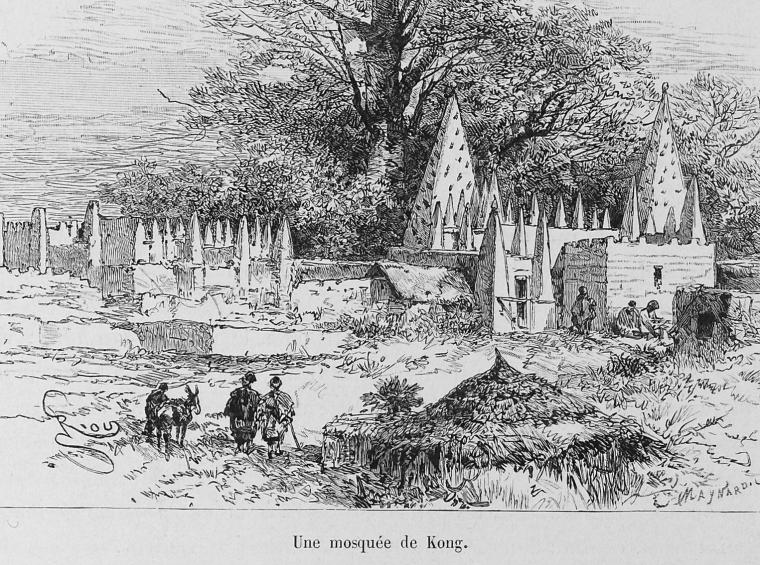
Мечеть в Конге, 1892 год.

Решающее значение для организации империи Конг имело существование торгового класса, который руководил многими политическими аспектами. Эти купцы были важны не только из-за торговли, которой они руководили, но и потому, что каждая купеческая семья основала ряд ключевых торговых аванпостов вдоль ключевых маршрутов, охраняемых воинами-рабами. Таким образом, эти военные дома защищали торговые пути для купцов, а также позволяли совершать набеги и организовывать военные действия, которыми в основном руководили купцы. Двумя наиболее важными домами были те, которые были связаны с родословной Секу и Фамаги. Вожди, связывающие свою родословную с Секу, часто брали имя Ваттара, чтобы обозначить это родство.
Благодаря контролю над этими важнейшими маршрутами Конг стал центром торговли как золотом, так и орехами кола. Это увеличило важность городов и способность частных торговых армий значительно увеличиваться.
Город стал известен большим количеством исламских священнослужителей и учёных, а также регулярным строительством мечетей по всей империи. Однако важность ислама не повлияла на правящую аристократию в управлении государством: они не получали легитимности от ислама, они не применяли шариат и, таким образом, принципиально отличались от исламских государств Западной Африки. Созданный в империи класс воинов, сонанги, не были приверженцами ислама, и с течением времени, в основном жили отдельными общинами, исповедующими язычество. Католических миссионер Август Генри Кин писал в 1907 году, что «Конг также не является рассадником мусульманского фанатизма, как также предполагалось; напротив, это место, отличающееся, можно почти сказать, религиозным безразличием или, во всяком случае, духом терпимости и мудрым уважением ко всем религиозным взгляды окружающего коренного населения».
Этнические отношения оставались в значительной степени расколотыми между торговцами и городскими жителями и сельским населением сенуфо. Было предпринято несколько попыток создать этнически однородное население со стороны руководства, и, таким образом, эти этнические группы существовали в основном друг с другом и другими иммигрантскими группами населения.
Несмотря на политическую децентрализацию, империя продолжала утверждать контроль над территорией. В 1840 году империя получила ограниченный контроль над торговлей золотом из страны лоби.
Власть Конга и контроль над торговлей на территории значительно снизились в конце 1800-х годов. Хотя важность города с точки зрения торговли и изучения ислама сохранялась, его независимость и сфера влияния уменьшились.
20 февраля 1888 года Луи Гюстав Бингер прибыл в Конг и заключил соглашения с его лидерами в рамках контроля Франции над этим районом как частью французской Западной Африки. Эти соглашения сделали Конг ключевой мишенью для нападений со стороны Самори Туре в качестве прикрытия в войнах мандинго между империей Вассулу и французами. В 1897 году Самори разгромил последние силы Конга и сжёг город дотла, в результате чего члены правящего дома Секу бежали на север.
Оставшиеся члены правящего дома Секу нашли убежище в регионе Чёрная Вольта, где они разделили территорию, создав то, что французы назвали «Les Etats de Kong». Эти государства просуществовали короткое время, прежде чем потеряли актуальность для французской колониальной администрации в 1898 году. Город Конг был восстановлен французами, но вернулось только около 3000 жителей, и значимость города значительно снизилась.

## Государственное устройство
Во главе стоял монарх, носивший титул агама. Он опирался на свою семью и военное сословие (сонанг), имевшее немалое значение. Также важную роль играла высшая и местная знать. Торговцы в отличие от соседних государств имели экономический и политический вес, поскольку самостоятельно имели право создавать торговые пункты и аванпосты, через которые двигались караваны. В этих пунктах располагались собственные купеческие вооружённые отряды, сформированные из рабов. Ниже располагались сословие крестьян, скотоводов и ремесленников. Низшим сословием были рабы.

## Экономика
Основу экономики составляло земледелие, животноводство и торговля. Автономные города Конга, а прежде всего его столица, являлись важными центрами торговли рабами золотом и орехами кола. Торговые караваны достигали внутренней долины реки Нигер. С севера завозили соль, сушёную рыбу, лошадей и исламскую литературу. С юга импортировали текстиль, огнестрельное оружие, порох, спиртные напитки и каури.

## Армия
В начале существования государства была создана пехота (сенанги), основу которых составляои пленные и рабы, усовершенствована конница, переставшая быть привилегией знати.

## Культура

### Религия
С самого начала дьюла исповедовали ислам, а сенуфо и тьефо были язычниками. Важным был культ Нья. После образования государства началась исламизация населения, что вызвало сопротивление сенуфо во главе с жрецами (фортиги). Вместе с тем столица государства, город Конг, стал важным культурным и исламским центром. В конце концов правители перешли к политике терпимости в отношении христиан и язычников.

### Архитектура
Основными направлениями строительства было возведение крепостей, укреплённых торговых пунктов на караванных путях. Значительным было строительство мечетей по всей стране. Крупнейшие были возведены в столице. На момент свержения династии Уатара в Конге существовало 7 мечетей.